# Hôtel de Than
L'hôtel de Than est un hôtel particulier construit à Caen dans la première partie du XVIe siècle.

## Histoire

### De la Renaissance à la Belle Époque

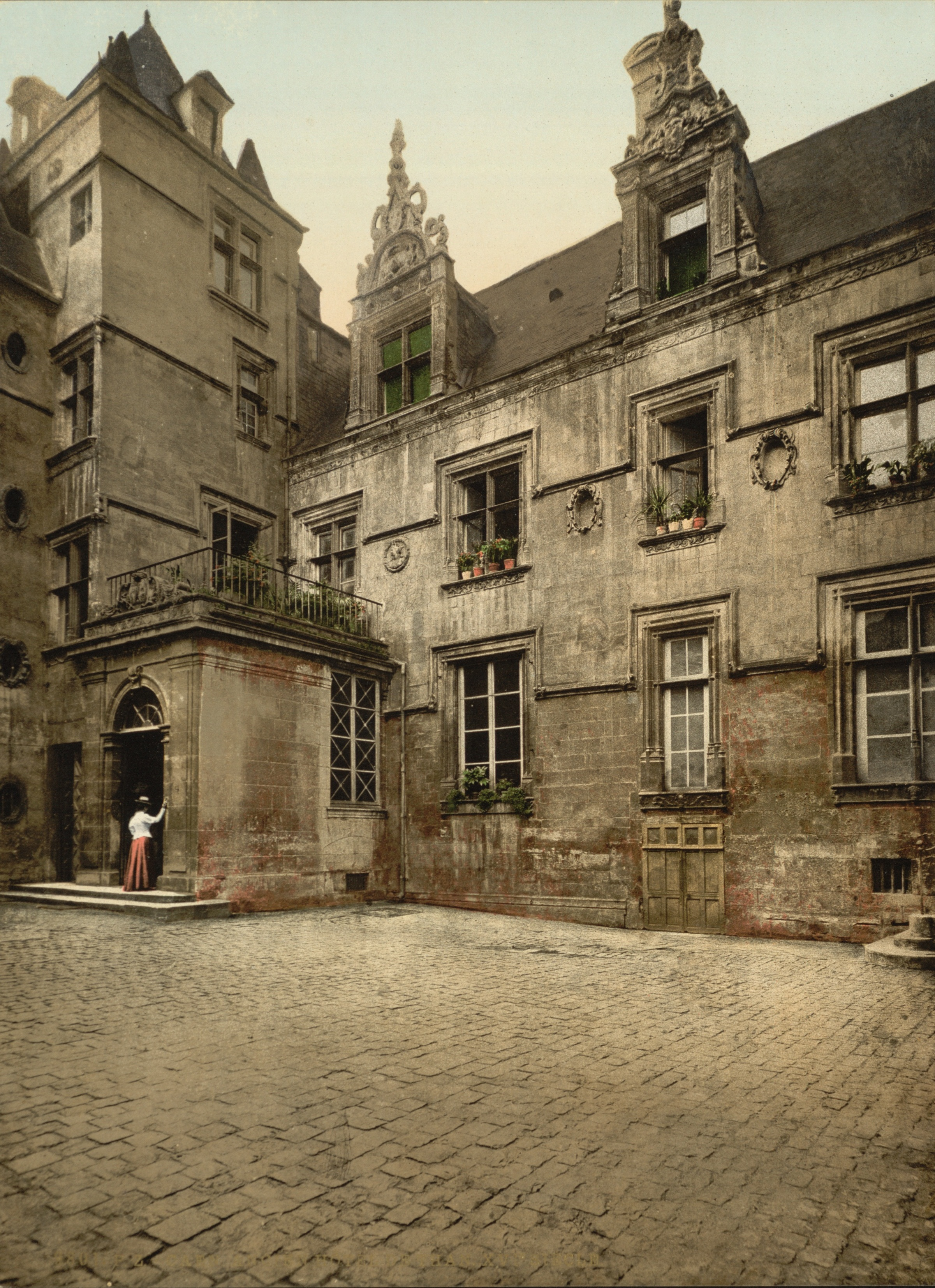
L'hôtel à la Belle Époque

L'hôtel de Than est probablement achevé vers 1527 pour Thomas Morel, seigneur de Secqueville-en-Bessin et de Thaon, sur les bords de l’Odon. 
Au XIXe siècle, l'hôtel est occupé par Abel Vautier. Il y orne sa demeure avec des objets de grande valeur (porceleines, faïenceries, instruments de musique, armes anciennes, des antiquités étrusques et égyptiennes, monnaies, médailles, tableaux, sculptures,  collections ornithologiques, malacologiques et paléontologiques). L'hôtel, arrangé en véritable musée, est volontiers ouvert aux visiteurs. À sa mort en 1863, la collection est dispersée. Célestin Hippeau se désole ainsi dans le Moniteur du Calvados du 24 août 1863 : « On ne peut songer sans tristesse à la dispersion prochaine de tant de trésors laborieusement amassés. Ces beaux et élégants salons, aux vitraux gothiques, aux riches boiseries, aux plafonds étincelants d’or, d’argent et d’azur, ces chambres ornées de leurs lits sculptés et de leurs bahuts d’ébène incrustés d’ivoire, que leurs propriétaires montraient avec tant de grâce aux habitants de la ville et aux visiteurs étrangers, s’ouvriront bientôt pour recevoir des curieux d’un autre genre, accourus, non pour admirer, mais pour acquérir, se passionnant pour leur propre compte, ou spéculant sur la passion des autres ».
Il est racheté[Quand ?] par la famille Colas (famille de la grande bourgeoisie industrielle du XIXe siècle) qui l'habite  principalement et y installe le siège de leurs affaires. Il est mis en vente en 1908.
Le 1er juillet 1911, M. et Mme Chandivert ouvre un restaurant dans l'hôtel. À la suite du succès de cet établissement très réputée, les établissements Chandivert et le cinéma Majestic font en 1931 construire dans le jardin un grand bâtiment Art déco comprenant une brasserie  et une salle de cinéma ; ce complexe a été détruit en 2025.
En 1930, les façades et toitures, ainsi que la cour postérieure (ancien jardin) sont classées monument historique, le reste de l'hôtel étant déjà inscrit depuis 1927.

### Après la Seconde guerre mondiale

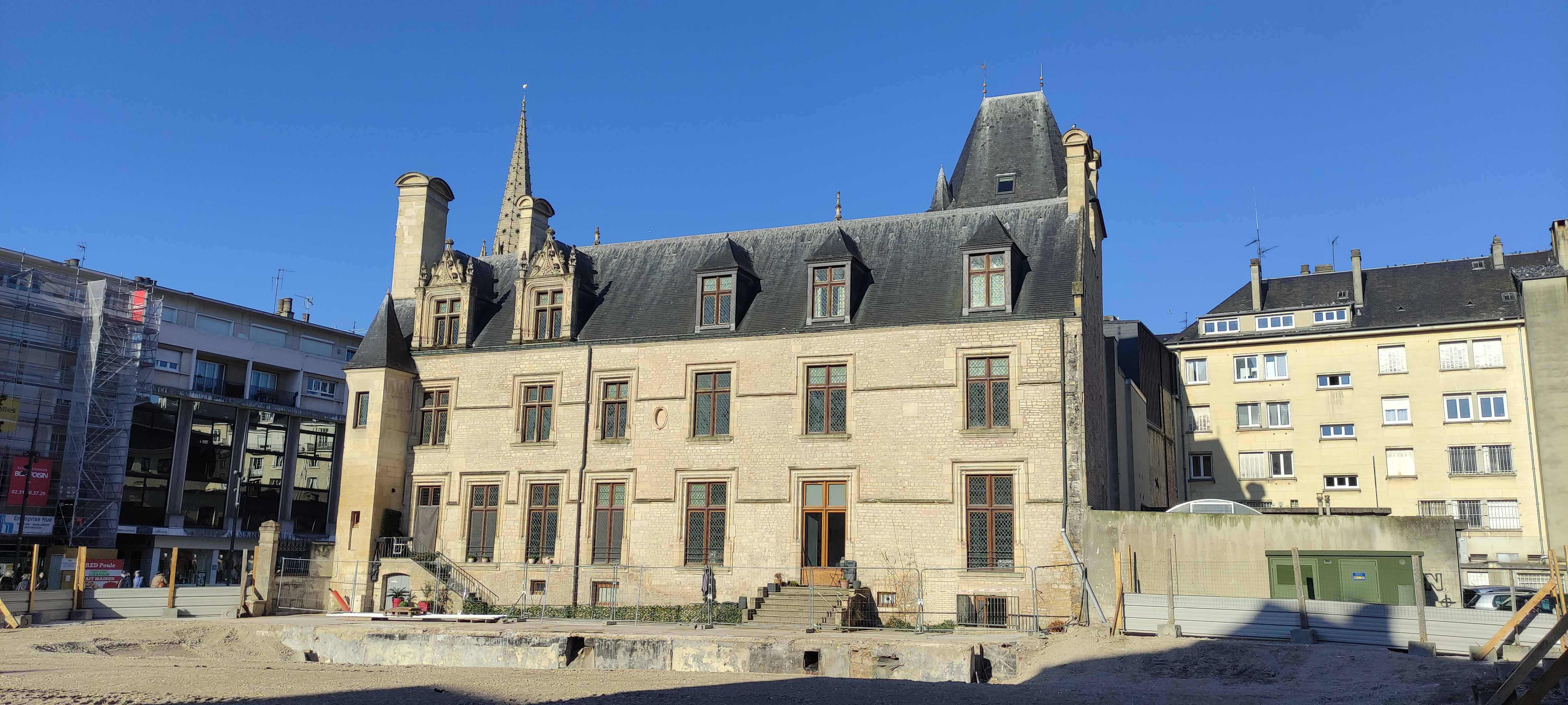
Façade arrière avec les trois lucarnes non restaurées à droite.

Pendant la bataille de Caen, l’hôtel est incendié ; de la partie classée ne subsistent plus que les murs calcinés. Les autres ailes sont également très gravement endommagées. Les lucarnes sur jardin sont abattues par le génie militaire anglais. En 1946, l’hôtel est déblayé et étayé. En 1948, Marcel Poutaraud intervient auprès du service du remembrement qui souhaite faire de la cour un passage public ; il obtient le maintien de l’impasse depuis la rue Saint-Jean, ainsi que le principe de la restauration de l’aile des cuisines. Le mur parallèle à la façade ancienne où se trouvent les ouvertures murées des anciennes écuries peuvent aussi être conservé. En revanche, l’aile en retour sur le boulevard Maréchal-Leclerc est remplacée par une grille laissant voir l’hôtel depuis le boulevard. Charles Dorian est chargé de la restauration de l’hôtel en 1949. 
L’îlot devient prioritaire en 1950 et une première tranche de travaux est entreprise en 1951. La restauration se poursuit lentement au rythme des crédits disponibles, au grand dam des propriétaires. La grille sur le boulevard est posée en 1965 et on restaure en 1967 le porche du XVIIIe siècle qui donne accès à l’escalier.
À partir de 1964, le restaurant reprend son activité. Il est remplacé par un magasin[Quand ?], avant d’accueillir en 1978 les services de la compagnie de transport de l’agglomération caennaise. Ces derniers ont quitté les lieux pour la rue de Geôle en 1998 et l’hôtel est désormais un centre de recrutement de la gendarmerie.
En 2017, l'hôtel de Than bénéficie d'importantes restaurations afin d'accueillir sept appartements et un commerce de luxe. Ce projet de rénovation s'inscrit dans le projet plus global de requalification des espaces publics du centre-ville ancien de Caen.

## Architecture
L'hôtel était organisé autour d’une cour accessible depuis une étroite ruelle partant de la rue Saint-Jean. Il comportait quatre corps de bâtiment à l'origine ; seul celui qui est parallèle à la rue Saint-Jean, heureusement le plus remarquable, a survécu aux bombardements de 1944.
Il est surtout remarquable pour ses lucarnes qui sont marquées par l’influence italienne. Cette empreinte de l'art italien est toutefois beaucoup moins marquée ici qu’à l’hôtel d'Escoville ou qu’à l’hôtel de Mondrainville construits deux ou trois décennies plus tard, ce qui inscrit l'hôtel de Than dans la mouvance de la première Renaissance où l'on plaque des éléments italianisants sur une structure gothique typiquement française. À l’angle nord, une petite figure parallèle à l’hôtel d’Escoville s’exhibe en une position jugée par la suite « irrespectueuse ». Selon la tradition, cette représentation d'une femme, la jupe retroussée, en train de satisfaire un besoin naturel serait un pied-de-nez de l’architecte qui construisit l’hôtel de Than à son homologue qui édifia l’hôtel d’Escoville, jaloux de la réussite de ce dernier. Cette légende ne tient pas à l'étude des faits, les travaux de l'hôtel d'Escoville n'ayant commencé qu'en 1533 pour finir en 1540.
Lors de la restauration après la Seconde guerre mondiale, les Monuments historiques ne s’occupèrent que des murs extérieurs, des charpentes et menuiseries correspondantes, ainsi que du gros œuvre. Les murs, comme à l’hôtel d’Escoville, furent repris par une structure en béton armé et ne sont plus porteurs ; structurellement, ils s’apparentent désormais aux immeubles de la Reconstruction. De même, les monuments historiques ne furent pas tous restaurés en pierre de Caen dans leur intégralité ; c’est le cas de l’hôtel de Than où une pierre plus dure remplace le matériau d’origine dans les superstructures : alors que les murs furent réparés en pierre de Caen, les parties hautes en pierre (lucarnes, pinacles, tourelles…), furent restituées en pierre dure. La différence de couleur entre les deux sortes de pierre est assez sensible. 
En 1951, le conservateur fit accepter par les services du Remembrement le principe d’un immeuble à deux étages surmontés d’un comble à l’angle du boulevard Maréchal-Leclerc et de la rue Saint-Jean ; l’immeuble réalisé ne comporte en fait qu’un étage sur rez-de-chaussée. En 1957, la délégation permanente décida de ne pas rétablir en pierre les cinq lucarnes de la façade arrière en partie masquée par la brasserie des années 30. Dans le contexte de la Reconstruction, la possibilité de voir les monuments était en effet une nécessité absolue pour leur restauration. Seules les deux plus proches du boulevard furent donc restitués à l’identique, les trois autres sont en bois et en ardoises. La tourelle de la façade arrière fut diminuée d’un étage.